# Straw Dogs (phim 1971)
Straw Dogs (tên tiếng Việt: Chó rơm) là một bộ phim tâm lý ly kỳ của đạo diễn Sam Peckinpah được ra mắt vào năm 1971, phim có sự góp mặt của hai diễn viên Dustin Hoffman và Susan George. Kịch bản của bộ phim này được viết dựa trên tiểu thuyết The Siege of Trencher's Farm được ra mắt vào năm 1969 của nhà văn Gordon M. Williams. Tên của phim - Chó rơm được đặt theo hình ảnh chó rơm trong Đạo đức kinh của Lão Tử. Chó rơm thời Trung Hoa cổ đại dùng để làm vật cúng, khi chưa bầy để cúng được cất giữ trong rương, bao bọc bằng gấm vóc, khi đã cúng xong thì bị vút ra đường.
Bộ phim gây chú ý vào thời điểm ra mắt vì có nhiều cảnh bạo lực và kể cả cảnh hãm hiếp. Nó đã tạo nên những cuộc tranh luận lớn về vấn đề bạo lực trong phim điện ảnh. Straw Dogs là bộ phim được biết tới nhiều nhất của đạo diễn Peckinpah. Năm 2011, một bộ phim Straw Dogs khác được làm lại dưới sự chỉ đạo của dạo diễn Rod Lurie.

## Nội dung
David Sumner (Dustin Hoffman), một nhà toán học nhát gan người Mỹ và người vợ trẻ Amy (Susan George) vừa chuyển về sinh sống tại quê nhà của Amy, ngôi làng hư cấu Wakely, Cornwall, Anh. Gần như ngay lập tức, có vấn đề nảy sinh giữa cặp đôi này khi David chỉ muốn chú ý vào công việc nghiên cứu của mình, những vấn đề này dần dần được thể hiện: David muốn một cuộc sống gia đình theo kiểu truyền thống, người chồng kiếm thu nhập còn người vợ thì giải quyết công việc trong nhà, bản thân Amy cũng muốn được thấy nhiều hơn từ David như sự che chở của David hay đơn giản là chỉ sửa chiếc máy nướng bánh mỳ khi anh muốn cô chấp nhận vai trò người vợ.
Chris Cawsey, Norman Scutt, Riddaway và Charlie Venner, bạn trai cũ của Amy được thuê để sửa lại trang trại của bố Amy, nơi hai vợ chồng Amy và David đang sống. Những người đàn ông này thể hiện thái độ không mấy thiện cảm với David vì công việc mà anh đang theo đuổi và liên tục quấy rối gia đình. Khi Amy phát hiện ra con mèo của cô bị treo cổ trong tủ quần áo, cô tin rằng đám người làm thuê này đang cố dọa nạt David. Amy yêu cầu David ra làm rõ mọi vấn đề với những người làm thuê nhưng anh từ chối. David cố để hòa đồng với những người đàn ông này, cuối cùng họ rủ anh đi săn. David được dẫn vào một vùng rừng hẻo lánh, những người đi cùng nói rằng anh chỉ cần bắn và bọn họ sẽ đi xua lũ chim về phía anh. Sau khi đánh lừa được David, Venner trở về nhà Amy và cưỡng bức cô. Ngay sau đó, Scutt cũng đến đó với khẩu súng chĩa vào Venner tưởng rằng sẽ cứu Amy nhưng thực ra là để đe dọa, bắt Venner giữ chặt Amy và cũng lao vào cưỡng bức Amy.
Sau một khoảng thời gian, David nhận ra mình bị bỏ lại, anh trở về nhà và thấy bộ dạng rối bời của Amy, nhưng Amy không tiết lộ với David. Ngày hôm sau, David sa thải toàn bộ đám người làm thuê vì hiệu quả công việc thấp và tốn thời gian. Ở tuần tiếp theo, Amy và David được mời tới một bữa tiệc ở nhà thờ. Amy hoảng loạn khi nhìn thấy hai kẻ cưỡng bức, David nhanh chóng đưa cô về nhà. Trên đường đi họ đâm phải Henry Niles, một người đàn ông chậm phát triển cũng sống ở ngôi làng Wakely, sau đó họ đưa Niles về nhà và gọi bác sĩ. Niles vừa vô tình giết chết Janice Hedden, con gái Tom, một kẻ nghiện rượu sống cùng làng, khi Janice có những hành động tán tỉnh Niles. Tom cùng nhóm người làm thuê đi tới nhà Amy, họ biết Niles đang ở đó vì khi David gọi điện thoại cho bác sĩ không được và anh đã gọi cho quán rượu để tìm sự giúp đỡ, Tom đã nhận ra điều đó.
Sau khi tới nơi, đám người này yêu cầu David giao nộp Niles nhưng không đạt được mục đích, do đó bắt đầu đập phá và tìm mọi cách vào trong, họ cũng cắt dây điện thoại để cô lập ngôi nhà. Thị trưởng John Scott tìm đến nhà Amy với mục đích ngăn cản đám người hung hãn này nhưng ông bị bắn chết khi đang giành súng với Tom. David lúc này quyết định sẽ không cho bất kỳ ai trong những người đang đập phá ngoài ngôi nhà vào được trong nhà vì dù nếu anh hay Amy mở cửa họ cũng sẽ giết hai người, anh quyết định tấn công. David đun sôi hai nồi dầu ăn, một lát sau, có một tên đang vào ngôi nhà từ cửa sổ thì bị anh trói. Amy cùng David đặt chiếc bẫy lớn ở giữa nhà. Khi có thêm hai người khác xuất hiện ở một cửa sổ khác, David dội 2 nồi dầu ăn làm bị bỏng 2 người, cùng lúc này làm chệch hướng nòng súng khiến Tom tự bắn vào bàn chân, anh tạm thời làm bọn chúng chậm lại trong một khoảng thời gian.
Sau đó, Causey vào được ngôi nhà, Causey và David giằng co một hồi, kết quả là Causey bị đánh chết bằng cây gạt tro từ lò sưởi. Cuối cùng, Charlie xuất hiện, chĩa súng vào David, nhưng trong lúc đó lại nghe thấy tiếng hét của Amy trên tầng. Amy đang bị Scott khống chế, hắn yêu cầu Charlie dẫn David xuống dưới và thủ tiêu để hắn cưỡng bức Amy trước. Nhưng Charlie lại bắn chết Scott lúc đó, Charlie và David lại giằng co với nhau. Hai người tiếp tục vật lộn xuống dưới phòng khách, David đẩy được chiếc bẫy lớn vào đầu Charlie, chiếc bẫy kẹp lấy cổ làm Charlie chết ngạt. Tưởng chừng mọi chuyện đã kết thúc thì Riddaway xuất hiện bóp cổ David. Amy được David yêu cầu lên tầng lấy khẩu súng vừa bắn chết Scott để cứu David. Sau một khoảng chần chừ, Amy bắn trúng Riddaway. Kết thúc phim là cảnh David lái xe chở Niles, anh ta nói với David:"Tôi không biết đường về nhà", David trả lời: "Không sao.Tôi cũng không biết".

## Vai diễn
- Dustin Hoffman trong vai David Sumner
- Susan George trong vai Amy Sumner
- Peter Vaughan trong vai Tom Hedden
- T. P. McKenna trong vai Major John Scott
- Del Henney trong vai Charlie Venner
- Jim Norton trong vai Chris Cawsey
- Donald Webster trong vai Riddaway
- Ken Hutchison trong vai Norman Scutt
- Len Jones trong vai Bobby Hedden
- Sally Thomsett trong vai Janice Hedden
- Robert Keegan trong vai Harry Ware
- Peter Arne trong vai John Niles
- Cherina Schaer trong vai Louise Hood
- Colin Welland trong vai Reverend Barney Hood
- David Warner trong vai Henry Niles